# 次田真幸
次田 真幸（つぎた まさき、1909年(明治42年)10月13日 - 1983年(昭和58年)11月15日）は、上代日本文学者。
妻・万貴は、文学博士田中義能の四女。弟次田香澄は中世日本文学者。
東京小石川に生まれる。父の次田潤は国文学者で、その長男。父の転勤にしたがい鹿児島、釜山、伊勢、鹿児島、佐賀、東京と移転、水戸高等学校（旧制）卒、1933年東京帝国大学文学部国文科卒。
1937年第四高等学校教授、40年第二高等学校教授、43年東京女子高等師範学校教授、49年お茶の水女子大学助教授、53年教授、75年定年退官、名誉教授、幾徳工業大学教授。80年退職。没後正四位。

## 著書
- 『万葉集評説』明治書院、1941
- 『新纂万葉集評釈』清水書院、1955、古典評釈叢書
- 『万葉集講説』明治書院、1964
- 『日本神話の構成』明治書院、1973
- 『日本神話の構成と成立』明治書院、1985
- 『万葉歌人の詩想と表現』明治書院、1989

### 訳注
- 『古事記 全訳注』全3巻、講談社学術文庫、1977-1984

## 参考
- 『見つつ偲ばむ　次田真幸先生の追悼文集』次田万貴子、1984